# 데이비드 포스터
데이비드 월터 포스터(영어: David Walter Foster, OC, OBC, 1949년 11월 1일~)는 캐나다 출신의 음악 프로듀서이다.

## 서훈
- 1988년 캐나다 훈장 오피서(CM)[1]
- 1995년 브리티시컬럼비아 주 훈장(OBC)
- 2003년 캐나다 훈장 오피서(OC) 로 훈위 승급[1]

## 작품 목록
- 코어 (제작)